# Macgillycuddy's Reeks

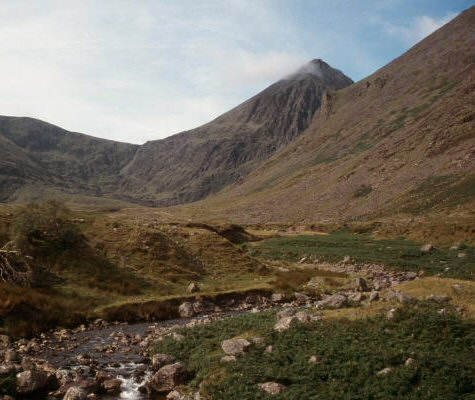
Carrauntoohil (1038 metros), o ponto mais alto de Macgillycuddy's Reeks

Macgillycuddy's Reeks (em irlandês: Na Cruacha Dubha, que significa "Os Montões Negros") é uma cordilheira no Condado de Kerry, na Irlanda. Estendendo-se ao longo de mais de 19 km, a cordilheira inclui a montanha mais alta da Irlanda, Carrauntoohil, com 1038 metros, e outros dois picos com cerca de 1000 m (Beenkeragh com 1010 m, e Caher com 1001 m), e mais de 100 outros Hewitts (picos com mais de 2000 pés). As montanhas, parte das Montanhas Armorican, de formação glacial em arenito, estão situados perto da península de Iveragh e dos lagos de Killarney. 
O nome da cordilheira data do século XVIII, por Clan Macgillicuddy (ou McGillicuddy) que possuía terras nesta parte de Munster.
"Macgillycuddy's Reeks" é também o nome de uma canção do álbum de Warren Zevon chamado My Ride's Here. A canção é sobre o conjunto da península de Iveragh, que cita também o "Killarney shore" e o Inisfallen. A canção foi co-escrita pelo poeta Paul Muldoon.